# Талассократия
Талассокра́тия (от др.-греч. θάλασσα «море» + κράτος «власть») — подтип государства (античного, средневекового или современного), вся экономическая, политическая и культурная жизнь которого, вследствие недостатка земельных ресурсов или особого географического положения, сосредотачивается на деятельности, так или иначе связанной с морем, морским судоходством, и контролем морских пространств и/или прибрежных регионов. Антиподом, а в некоторых случаях результатом, талаcсократии является теллурократия, т.е. контроль над обширными континентальными пространствами, составляющими ядро государства.
Ярким примером государства с талассократией может служить Британская империя, а также многие другие островные государства.

## Талассократия и империя
Талассократия может выступать как первый этап на пути становления империи, например Британской, Португальской. Главным отличием талассократии от империи служит то, что талассократия, как правило, не контролирует сколько-нибудь значительных земельных пространств при удалении от моря вглубь континента. Талассократия в основном строится на линейных цепочках прибрежных городов-портов, в которых проживают или которые контролируют выходцы из главного города (метрополии). Классической талласократией являлась Византийская империя времен Исавров (VIII век). Мощный флот, вооруженный «греческим огнём», позволял византийцам контролировать множество портовых городов-анклавов на территории Италии, Греции и Далмации и успешно отбивать натиск лангобардов, славян и арабов.

### Минойская талассократия

Южный берег Крыма, а также колония Тана в устье Дона как основа талассократической мощи Генуи в средневековом Северном Причерноморье

Первой зафиксированной талассократией с чёткой талассократической политико-экономической политикой стало государство минойского Крита. Минойцы развернули активную внешнеполитическую деятельность, опираясь на превосходство своего флота. Их деятельность главным образом затрагивала бассейн Эгейского моря, однако существовали прочно налаженные контакты как со странами Западного Средиземноморья, так и Восточного.
Минойская экспансия распространялась по морским маршрутам от Эгейского моря до Восточного Средиземноморья и базировалась на плотной сети островных станций, гаваней и прибрежных сооружений. Степень их взаимоотношений с Критом и, как следствие, степень минойского влияния зависели от таких факторов, как отдаленность от «материнского» острова, положение в торговой сети, важность с точки зрения обеспечения сырьем и распределения товаров, а также распространение технологических инноваций и культурных особенностей региона.

Минойские мореплаватели были и воинами, и торговцами, а, может, и пиратами, но на то, что они главенствовали на море, указывают многие античные авторы: Геродот, Страбон, Фукидид, Апполодор, Плутарх и другие. Эти письменные свидетельства подтверждаются обилием археологических находок. Ближайшие к Криту острова, в первую очередь Киклады, конечно, должны были первыми попасть в сферу влияния морской державы. Свидетельства тому мы находим в античной литературе. Фукидид в «Истории» пишет: 
«Как нам известно из предания, Минос первым из властителей построил флот и приобрел господство над большей частью нынешнего Эллинского моря. Он стал владыкой Кикладских островов и первым основателем колоний на большинстве из них и, изгнав карийцев, поставил там правителями своих сыновей. Он же начал и истреблять морских разбойников, чтобы увеличить свои доходы, насколько это было в его силах». (Thuc., I, 4; 8, 2).
Так, по свидетельству Геродота, на о. Фера высадился Кадм (Her., IV, 147—148; 156). Под властью Миноса находились Анафа и Астипалея, острова к востоку от Феры (Ovid. Met., VII, 461 sq.; Paus., VII, 4, 1); с Икаром, сыном Дедала, связан о. Икария и примыкающая к нему часть Эгейского моря (Apollod., II, 6, 3; Diod., IV, 77, 5; Strab., XIV, 1, 19; Paus., IX, 11, 4-5); древнейший царь Самоса Анкей был племянником Европы, критской царицы (Paus., VII, 4, 1); на Наксос отправилась Ариадна, дочь Миноса (Hom. Od., XI, 321—325; Diod., IV, 61, 5; Plut. Thes., 20); Миносом были покорены Парос, Сифнос, Кимолос, Серифос, Китнос, Сирос, Миконос (Ovid. Met., VII, 463—466); на Эвбею путешествовал Радамант (Hom. Od., VII, 321—326; Strab., IX, 3, 14); а на Хиос — Энопион, внук Миноса (Paus., VII, 4, 8; 5, 12-13).
Безусловно, Крит находился в теснейшем контакте с Египтом, о чем свидетельствуют и упоминания в египетских папирусах «кораблей земель кефтиу» и народа кефтиу, а именно так называли минойцев египтяне. Минойская и микенская керамика находится даже в египетских гробницах, что говорит о ее высокой ценности, а на Крите найдено множество скарабеев и других артефактов из долины Нила.
На основании предметов минойского типа, найденных в различных археологических областях, можно с высокой точностью идентифицировать фактории и торговые форпосты минойского мира в таких местах как: Самотраки, Лемнос, Касос, Карпатос и Угарит. Областями мощного минойского присутствия являются Родос и Китера, но наиболее сильное влияние видится на Санторини и в Милете, которые можно назвать скорее минойскими колониями. 
В других точках мира фиксируется художественное и культурное влияния минойцев, например, в дворцовых фресках Телль-эль-Даба в Египте, в Тель-Кабри в Израиле, а также в Катне, Алалахе и Мари в Сиропалестинском регионе, но характер этого взаимодействия еще предстоит изучить.
В Каммосе на юге острова Крит, являющемся портовым городом двух больших дворцовых центров Мессарской долины, Фестоса и Ариа Триады, найдено множество предметов зарубежной торговли. Импортированные предметы роскоши найдены в большом центральном здании и домах всего поселения. Найдены там также и сиропалестинские якоря с сирийского побережья и многочисленные амфоры, пифосы и небольшие сосуды из Ханаана, Египта и Кипра.
Минойская талассократия прекратила существование в середине II тысячелетия до н. э. вследствие не до конца выясненных причин (довольно широко распространена теория, связывающая упадок цивилизации древнего Крита с извержением вулкана Санторин).

### Финикия
В Средиземноморье талассократический принцип государственности первыми стали развивать финикийцы. Финикийские города Тир, Библ и Сидон посылали огромный флот для торгово-исследовательских целей и основания новых колоний на побережьях различных морей региона. Самой мощной финикийской талассократической державой стал Карфаген. Финикийцы совершили экспедицию в Южное полушарие и, возможно, даже колонизировали Британию.

### Древнегреческая колонизация
Древнегреческая колонизация времён ранней античности также имела типичный талассократический характер, почему и получила именно это название ("таласса" по-гречески означает море, в данном частном случае Средиземное). Дорийцы и ионийцы распространили своё влияние по всему северному побережью Средиземного моря. Южное побережье заняли в основном финикийцы. Исключение составила греческая Киренаика.  Далее они оказываются и в Чёрном и Азовском морях. Как очень образно писал один из эллинских летописцев того времени, «греки расселись вокруг Средиземноморья, как лягушки вокруг болота». 
Однако греки не занимались открытием новых земель, а следовали уже проторёнными путями финикийцев, постепенно вытесняя предшественников. Кроме того, они не исследовали новые земли вглубь континентов, ограничивая своё присутствие побережьями, на которых возникали новые города-колонии (Ольвия, Томы, Танаис, Херсонес, Неаполь, Массилия и др.). Центром колониальной структуры греческого средиземноморья на западе стали Сицилия и Южная Италия, на востоке — острова Кипр и Крит.

## Европейские талассократии
Типичными примерами талассократии в Средневековой Европе являлись Венеция и Генуя, тогда независимые города-государства. Венеция, расположенная на островах в лагуне Адриатического моря, и Генуя, зажатая со всех сторон отрогами Лигурийского хребта, не располагали сколь-нибудь значительными земельными ресурсами, и их мужское население в своём большинстве вынуждено было заняться рыболовством, а позднее мореходством.
Рост могущества Османской империи, возросшая исламизация региона и постепенная аннексия турками континентальных земель привела к упадку венецианской и генуэзской торговли. Падение Константинополя в 1453 году, однако, заставило Западные державы (Португалия, Испания, Нидерланды, Великобритания) начать морские исследования вокруг побережья Африки с целью найти пути в Индию и Китай. На начальном этапе этих исследований Испания и Португалия захватывают многие мелкие архипелаги (Азорские острова, Канарские острова, Мадейра, острова Зелёного мыса) и различные прибрежные крепости в странах Магриба (Сеута, Мелилья, Танжер, Ифни, Оран, Аннаба, Тунис и др.) и превращаются в мощные атлантические талассократии. Однако постепенно их оттесняют Нидерланды и Великобритания (см. Гравелинское сражение, Правь, Британия, морями!), которые в XX веке уступают США (см. Океанская стратегия).

## Талассократии в притихоокеанской Азии
Португальская Индонезия, а затем и Голландская Ост-Индия на начальных этапах своего существования носили талассократический характер, опираясь на крепости (например, Макассар и Окуси-Амбено) и небольшие острова (Флорес, Тимор) для контроля над морскими торговыми путями, связывающими континенты. Внутренние регионы крупных островов (Борнео, Суматра) покорились голландцам лишь в начале XX века.